# Powhatan (grup humà)

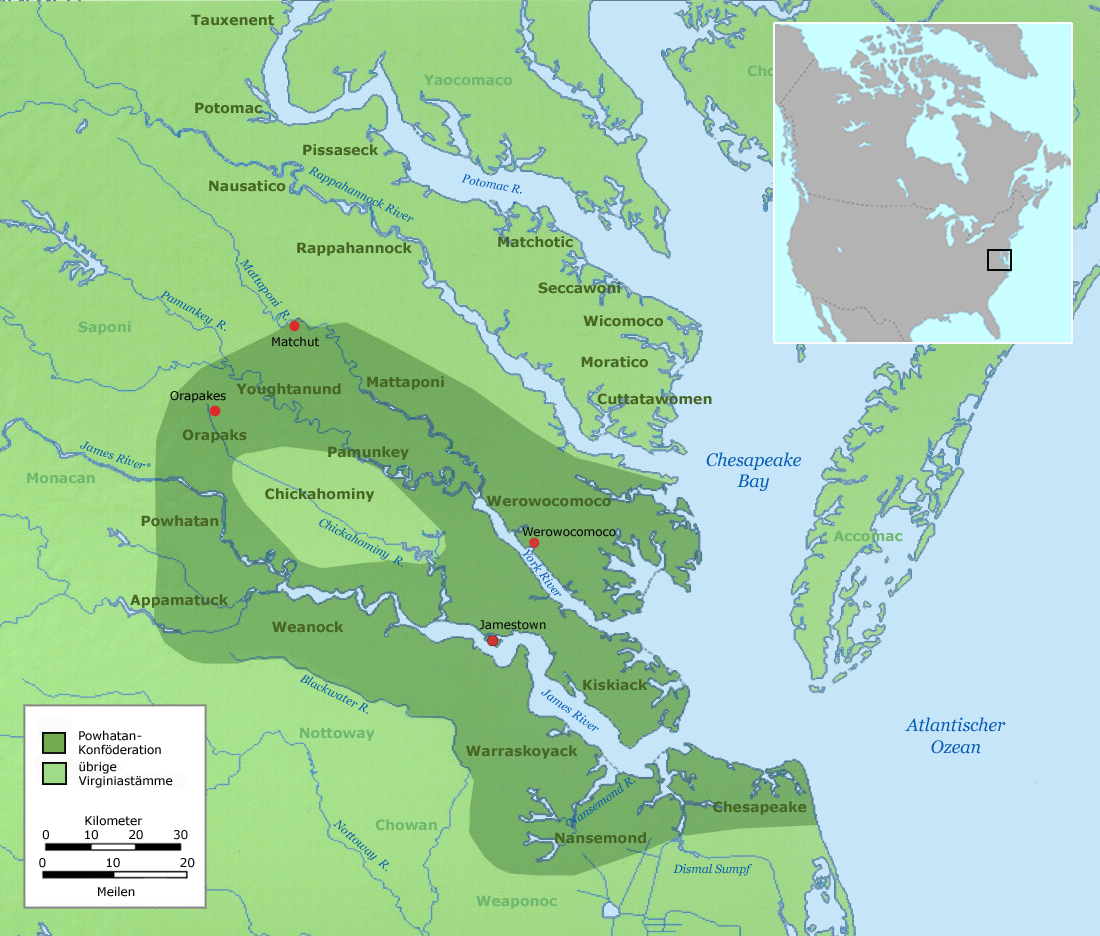
Distribució del poble Powhatan

Els powhatan eren una confederació de pobles de llengua algonquina fundada poc abans de l'arribada dels europeus a Virgínia, també anomenada pamunkey, que vol dir "turó inclinat". La confederació comptava amb una trentena de tribus:
- Els vuit dominats d'antuvi per Powhatan: powhatan, arrohateck, appamatuck, orapack, chickahominy, youghtenund, pamunkey, mattapony, werowocomoco i kiskiack.
- Les que s'uniren més tard: nansemond, warraskoyack, weanock, quiyoughcohannock, chesapeake, paspapegh, payankatank, accomac, rappahanok, potomac, wicocomoco, accohanoc i upper mattapony.

## Localització
Ocupaven la costa est de la badia de Chesapeake (Virgínia). La situació de les tribus era:
- Powhatan, arrohateck i appamatuck, als marges del riu James.
- Orapack i chickahominy, a l'alt riu Chickahominy.
- Youghtenund, pamunkey, mattapony, werowocomoco ("cap de la vila", on vivia el cap de la confederació) i Kiskiack, a l'alt riu York.
- Nansemond, warraskoyack, weanock i quiyoughcohannock, al sud del riu James.
- Chesapeake, amb la vila de Keoughtan.
- Paspapagh i payankatank, als marges del riu Payankatank
- Accomac, rappahanock, potomac, wicocomoco, accohanoc i upper mattanony, als marges del Potomac.

## Demografia
Cap al 1570 eren entre 15 i 20.000 individus, però la verola els reduí el 1608 a uns 9.000 individus. Cap al 1660 havien estat reduïts a 2.100, i el 1700 només en quedaven uns 1.000, molt barrejats amb negres i blancs. Cap al 1970 es calcula que eren uns 3.000 individus, repartits per la costa de Virgínia, i molt mestissats amb els negres i blancs. El mateix nombre es calculava el 1980. Pel 1992 hi havia a Virgínia 300 nansemond, 750 rappahannock, 1.000 chickahominy, 100 mattapony, 500 monacan i potser 3.000 pamunkey, en total el 0,2% de la població de Virgínia. Segons el cens dels EUA del 2000 hi havia censats 6.163 powhatan (776 pamunkey, 1.727 powhatan, 1.358 chickahominy, 812 mattapony, 394 rappahannock i 1.096 monocan).

## Costums
Els confederats es donaven suport militar i pagaven impostos en menjar, perles, coure i pells. Els llogarrets consistien en cases comunals de 7,30 x 30 metres de longitud, i refugis allargats coberts d'escorça o canyes i envoltats per una estacada. Molt a la vora tenien els camps de conreu (pèsols, carabasses, moresc, tabac i d'altres) dirigits per les dones, mentre els homes caçaven i feien la guerra. Duien tatuatges i collars. A les viles hi manaven els weromance (cabdill masculí) o les weronsqua (si eren dones), el càrrec era hereditari i amb successió matrilineal, assistits sovint pels cockerouse, consellers. Els quiyoughcosuck eren una mena de capellans tribals i assistents dels caps que s'afaitaven la meitat del cap. Tenien un cap suprem de la confederació, anomenat mamanatowick "gran rei"; el cap dels chickahominy el deien munguy "gran home". Religiosament, creien en els manitu (esperits) i en okewas, déu amb imatge que era traslladat als combats dalt d'un cadafal. També celebraven la huskenaw, cerimònia d'iniciació per als homes, on prenien narcòtics i tenien visions.

## Història
D'antuvi era una confederació de sis tribus, a les quals se n'hi uniren 24 més, que ocupaven 128 viles a l'Est de Virgínia, entre els rius Potomac i James fins Albermarle Sound, a Maryland. Aquestes tribus, unides només per la llengua algonquina i la seva situació a la badia de Chesapeake. Se sap poc d'ells abans del 1600. El 1566 una expedició espanyola arribaria a Virgínia; uns anys abans, havien atrapat un indi, batejat com a Luis de Velasco, qui els parlà del seu país, Ajacan. El 1570 hi tornaria amb el Jesuïta Juan Bautista de Segura, qui fou mort el 1571 pels powhatan. El 1584 Sir Walter Raleigh intentà establir-se a Virgínia; el 1587 tres vaixells amb 117 homes dirigits per John White fundaren la vila de Roanoke (Virgínia), i potser contactaren amb ells, però la seva colònia desaparegué el 1590 sense deixar-ne rastre. Visitats per John Smith l'abril del 1607, qui desembarcà amb 160 colons a Chesapeake i fundà Newport. Afirmà que comprenien uns 200 llogarrets dirigits pel poderós cabdill Wahunsonacock, anomenat Powhatan pels anglesos. El 27 d'abril l'expedició de George Percy arribaria a la vila de Kecoughtan (20 cases).

### La primera guerra anglo-powhatan
El primer cap de la confederació fou Wahunsonacock (1550-1618) del 1606 al 1618, savi i orgullós, qui acceptà la sobirania britànica i el 1609 fou reconegut com a cap pel comandant anglès Christopher Newport i coronat amb una corona de coure; per tal de cimentar les bones relacions i mantenir una pau duradora, permeté el matrimoni de la seva filla Matoaka, dita Rebecca Pocahontas (1595-1617) amb el ric anglès John Rolfe. Tanmateix, quan la fam del 1610 molts blancs foren admesos dins la tribu, i quan el governador els reclamà que tornessin i aquests s'hi negaren, atacaren, mataren 15 indis, cremaren les cases i tallaren el moresc, llençaren els fills del rei al mar i la reina la mataren a ganivetades.
A la seva mort, els seus tres fills ocuparien diversos càrrecs: Pochino el de weromance, Parahunt cap dels powhatan i Tatacoope el de quiyoughcohannock. Però per damunt d'ells hi havia el mamanatowick ("gran rei"), que ocuparien successivament els tres germans de Wahunsonacock, que alhora eren caps dels pamunkey. El succeïren els seus germans Opichapam o Itoyatin i Kekataugh, del 1618 al 1622. El 1619 foren atacats per Samuel Argall, governador de Virgínia, qui els va prendre part de les seves terres. El darrer cap, el seu germà petit Opechankanough (1566-1646), cap del 1622 al 1644, va atacar Jamestown el 1622 per tal d'evitar que s'apoderessin de llurs camps de tabac, i matà 347 blancs. El 1628 va establir una treva amb intercanvi de presoners, mercès als oficis del seu ajudant i traductor Nenemattanaw. Però el 1632 revoltà novament pamunkeys i chickahominys i aconseguiria destruir tots els assentaments blancs llevat Jamestown.

### La segona guerra anglo-powhatan
El 18 d'abril del 1644 inicià una nova guerra amb un nou raid a Jamestown, on matà 500 dels 8.000 colons que ja hi vivien, però el 1646 fou capturat i executat.
El setembre del 1646, el nou cap, Necotowance, fou obligat a signar un tractat de submissió als anglesos i se’ls imposà un tribut anyal de 20 pells de castor per al governador, així com ajudar-los contra els enemics i cedir-los les terres entre els rius James i York. El 1649 reberen 5.000 acres com a agraïment per mantenir la pau, i el 1651 rebien diners per matar llops. Aquesta guerra els havia deixat força delmats, tot i que encara els quedaren forces per sumar-se el 1676 a la revolta contra el governador Roger Bacon dels minqua i occaneechi, que acabà amb la presa de la vila dels Pamunkey. El maig del 1677 la reina pamunkey Cockacoeske fou obligada a signar un nou tractat, pel qual se'ls imposava un nou tribut de 20 pells i 3 fletxes.
D'aquesta manera, pel 1680 només restaven com a grups els pamunkey; els weansek i appamatock (expulsats del SE de Virgínia cap a les plantacions de William Byrd, on després s'unirien als nottoway), els chickahominy (15 famílies el 1722, quan els prengueren la reserva) i els nansemond (els cinc darrers demanaren la ciutadania el 1792).

### Delseglexviiifins avui dia
Pel 1705 un grup de nansatics matà la família de John Rowley; com a venjança, de 49 indis, 5 foren penjats i els altres 44 deportats a les Antilles. Endemés, decidiren aplicar-los els Black Codes i se'ls prohibí de vendre'ls terres. Endemés, el 1722 foren atacats per la Confederació iroquesa, la qual cosa els reduí i dispersà encara més. El 1748 es creà la Reserva Pamunkey a King William's County, dividida en dues parcel·les; el 1759 es fundà la capital, Indiantown, on els nens foren educats i cristianitzats. Les parles powhatan s'extingiren vers el 1757, encara que el 1834 es recollí un petit vocabulari, recordat per dues ancianes pamunkey.
També es barrejaren amb els negres fugits el 1831 quan la revolta de Nat Turner, cosa que provocà certa repressió. El 1843 demanaren a les autoritats virginianes ser assimilats als mulatos, i cap al 1840 se'ls uniren alguns catawbes dispersos. El govern confederat abolí la seva reserva el 1852. Alguns chickahominy ajudaren la Unió i marxaren al Canadà amb els ojibway. En acabar, endemés, se'ls aplicà les lleis de segregació racial igual que als negres. El seu cap George Major Cook (1885-1930), dels pamunkey, rellançà l'economia i els costums de la tribu. Durant els anys posteriors, endemés, s'agruparen en diverses divisions eclesiàstiques: el 1865 es creà la Pamunkey Indian Baptist Church, el 1901 la Samaria Indian Baptist Church (per als chickahominy, qui ja el 1900 demanaren oficialment el seu reconeixement com a tribu) i el 1932 la Mattapony Indian Baptist Church.
El 1893 s'aprovaren les Lleis Tribals Pamunkey, i cap al 1898 reberen la visita d'alguns antropòlegs i curiosos. El 1919 els mattapony i chickahominy també foren reconeguts com a tribus per l'Estat de Virgínia, i el 1923 l'Organització Nansemond també. El 1932 es fundà l'Escola de Terrissa Pamunkey; el 1941 lluitaren a la Segona Guerra Mundial en les mateixes unitats que els negres. El 1961 començaren els lligams intertribals mercès als estudiants de la Universitat de Chicago. Així, destacaren Jacob Vincent Costalow "Thundercloud" (mort el 1982), cap dels mattapony, el seu successor Webster Custalow, Captain Nelson, cap dels rappahanock, i Emeritius Olivier Adkins "Long Eagle", cap dels chickahominy. Tots ells participaren en la creació el 1971 de la Coalition of Eastern Native Americans. El 1855 les companyies de ferrocarril els havien expropiat il·legalment 20 acres de terres. En compensació, el 1972 en reberen set acres i 100.000 $. I el gener del 1983 el govern de Virgínia establí un State Council per als indis.